# Alter8
Alter 8 was een Belgisch televisieprogramma op TMF dat gepresenteerd werd door David & Stephen Dewaele vanaf 1998.